# Äppelviken
Äppelviken – dzielnica (stadsdel) Sztokholmu, położona w jego zachodniej części (Västerort) i wchodząca w skład stadsdelsområde Bromma. Graniczy z dzielnicami Alvik, Stora Mossen, Ålsten i Smedslätten oraz przez jezioro Melar (cieśnina Oxhålet) z Stora Essingen.
Według danych opublikowanych przez gminę Sztokholm, 31 grudnia 2020 r. Äppelviken liczyło 1903 mieszkańców. Powierzchnia dzielnicy wynosi łącznie 0,83 km², z czego 0,06 km² stanowią wody.